# 마리 키
마리 키(Marie Key, 1953년 10월 7일 ~ )는 덴마크의 가수이다. 2002년에 마리 키 밴드(Marie Key Band)를 결성하면서부터 활동하고 있다.